# Општина Тропоја
Тропоја (алб. Tropojë) је општина у округу Кукеш на североистоку Албаније. Седиште општине се налази у граду Бајрам Цури. Према процени Завода за статистику из 2011. године, Тропоја има 4.117 становника.

## Клима
Према Кепеновој класификацији климе, Тропоја потпада под периферију зоне топло-летње средоземне климе са просечном годишњом температуром од 10,2 °C.
| Клима Тропоје              | Клима Тропоје | Клима Тропоје | Клима Тропоје | Клима Тропоје | Клима Тропоје | Клима Тропоје | Клима Тропоје | Клима Тропоје | Клима Тропоје | Клима Тропоје | Клима Тропоје | Клима Тропоје | Клима Тропоје |
| Показатељ \ Месец          | .Јан.         | .Феб.         | .Мар.         | .Апр.         | .Мај.         | .Јун.         | .Јул.         | .Авг.         | .Сеп.         | .Окт.         | .Нов.         | .Дец.         | .Год.         |
| -------------------------- | ------------- | ------------- | ------------- | ------------- | ------------- | ------------- | ------------- | ------------- | ------------- | ------------- | ------------- | ------------- | ------------- |
| Максимум, °C (°F)          | 4,1 (39,4)    | 6,8 (44,2)    | 11,7 (53,1)   | 16,4 (61,5)   | 21,2 (70,2)   | 25,1 (77,2)   | 27,6 (81,7)   | 27,8 (82)     | 23,6 (74,5)   | 17,2 (63)     | 10,4 (50,7)   | 5,8 (42,4)    | 16,48 (61,66) |
| Просек, °C (°F)            | 0,9 (33,6)    | 3,0 (37,4)    | 7,2 (45)      | 11,4 (52,5)   | 15,8 (60,4)   | 19,6 (67,3)   | 21,7 (71,1)   | 21,8 (71,2)   | 17,9 (64,2)   | 12,4 (54,3)   | 6,9 (44,4)    | 2,7 (36,9)    | 11,77 (53,19) |
| Минимум, °C (°F)           | −2,3 (27,9)   | −0,7 (30,7)   | 2,7 (36,9)    | 6,4 (43,5)    | 10,5 (50,9)   | 14,1 (57,4)   | 15,9 (60,6)   | 15,8 (60,4)   | 12,2 (54)     | 7,7 (45,9)    | 3,4 (38,1)    | −0,3 (31,5)   | 7,12 (44,82)  |
| Количина падавина, mm (in) | 115 (4,53)    | 103 (4,06)    | 98 (3,86)     | 99 (3,9)      | 92 (3,62)     | 66 (2,6)      | 55 (2,17)     | 58 (2,28)     | 88 (3,46)     | 112 (4,41)    | 143 (5,63)    | 137 (5,39)    | 1,166 (45,91) |
| Извор:                     |               |               |               |               |               |               |               |               |               |               |               |               |               |

## Познати Тропојани
- Сали Бериша
- Хаџи Зека